# S.S.D. San Nicolò Calcio
SSD San Nicolò Calcio  hay đơn giản là San Nicolò là một câu lạc bộ bóng đá Ý, có trụ sở tại San Nicolò a Tordino, một phần của thành phố Teramo, Abruzzo.

## Lịch sử
Câu lạc bộ được thành lập vào năm 1968 với tên AC San Nicolò.
Trong mùa giải 2010-11, nó đã chiến thắng tại Eccellenza Abruzzo, được thăng hạng lên Serie D, sau khi một sự thăng thiên bắt đầu ở Prima Categoria trong mùa 2002-03.

## Màu sắc và huy hiệu
Màu của đội là trắng và xanh.

## Đội hình hiện tại
Để xem các cầu thủ của đội hiện tại bấm vào đây Lưu trữ ngày 29 tháng 9 năm 2021 tại Wayback Machine.